# Индира Варма
Индира Варма (енгл. Indira Varma; рођена 27. септембра 1973) британска је глумица и нараторка. Њен филмски деби и прва велика улога била је у филму Кама сутра: Прича о љубави. Глумила је у телевизијским серијама Приче из Кантерберија, Рим, Лутер, Људска мета, Игра престола и Параноик.
Одрасла је у Бату, Самерсет, Енглеска, као ћерка јединица оца Индијца, илустратора и мајке Швајцарке, делом италијанског порекла, графичке дизајнерке. Дипломирала је глуму на Краљевској академији драмских уметности у Лондону 1995. године.